# Rex Brady
Dr Rex Brady is een personage uit de soapserie Days of our Lives. De rol werd gespeeld door acteur Eric Winter van 8 juli 2002 tot 26 juli 2005. Tot eind 2003 stond zijn personage bekend onder de naam Rex DiMera.

## Personagebeschrijving
Rex en zijn tweelingzus Cassie belandden in Salem na de meteoorregen in juli 2002. Ze waren halfnaakt, spraken geen Engels en iedereen dacht dat ze buitenaardse wezens waren.
Ze werden ontdekt door Belle Black en Shawn Brady die hen verborgen probeerden te houden voor de buitenwereld en hen leerden spreken. Later werden ze getest en bleken ze menselijk te zijn. Ze hadden beiden een tatoeage met daarop de helft van een feniks, het wapenschild van de familie DiMera waardoor men dacht dat ze verbonden waren met Stefano. Toen ontdekt werd dat Marlena Evans hen gebaard had en dat Cassie dezelfde zeldzame bloedgroep als Tony DiMera had dachten ze dat zij hun ouders waren. De tweeling werd genetisch bepaald en werd niet verwekt door seks maar werd bij Marlena ingeplant die vier jaar lang door Stefano werd gevangen gehouden terwijl iedereen in Salem dacht dat Marlena dood was. Rex, die superintelligent is, was blij om een DiMera te zijn. Hij begon een relatie met Mimi Lockhart en zij was bij hem toen hij ontdekte dat Tony en Marlena niet zijn ouders waren, maar wel Roman Brady, een man die hij verachtte en Kate Roberts. Rex snelde naar Cassie omdat zij Lucas Roberts aan het verleiden was, die in feite hun halfbroer was.
Kort nadat hij ontdekte wie zijn echte ouders waren begon Rex zijn gedrag te veranderen. Hij werd humeurig en teruggetrokken. Hij kreeg zware hoofdpijnen en zijn vrienden werden ongerust. Rex werd ook gewelddadig tijdens deze hoofdpijnen en kon zich later hier niets van herinneren. Toen de seriemoordenaar toesloeg in Salem en Abe Carver en Jack Deveraux vermoord werden was Rex een van de zeven hoofdverdachten. Na de moord op Maggie Horton werd het bloed van Maggie aangetroffen op kleren van Rex en hij werd naar de gevangenis gestuurd.
Terwijl hij in de gevangenis zat werd Caroline Brady vermoord waarop hij weer vrijgelaten werd. Samen met Cassie en Tony ging hij naar de wake, waar Sami bekendmaakte dat Tony niet de vader was van hen maar wel Roman. Ze deed dit in de hoop om haar ouders weer samen te krijgen. Rex gaf dit toe en zei ook dat Kate hun moeder was, waar Sami niet op gerekend had. De volgende dag had Cassie uitgekiend wie de moordenaar was en stuurde Rex een mail dat ze het ontdekt had en naar de politie ging, maar nog voor ze daar aankwam werd ze gegrepen door de moordenaar. Ze werd op Salem Place teruggevonden en Kate stond naast haar lijk met een bebloed mes in haar handen. Rex beschuldigde Kate, maar zij bleek onschuldig.
Rex kreeg niet de kans om zijn vader echt te leren kennen nadat hij op zijn eigen bruiloft vermoord werd. Rex was ontroerd toen zijn grootvader Shawn Brady steun bij hem zocht. Nadat ook Tony vermoord werd deed Rex afstand van zijn familienaam DiMera en werd een Brady.
Enkele maanden later kwam aan het licht dat geen enkel slachtoffer van de moordenaar effectief dood was en dat ze allen gevangen werden gehouden door Tony op een eiland.
In 2005 werd Mimi zwanger van Rex, maar ze voerde een abortus uit zonder dit met Rex te overleggen. Hij verbrak zijn relatie met Mimi en verhuisde samen met Cassie naar Chicago. Sindsdien is hij niet meer in Salem geweest. Op 29 oktober 2007 werd zijn naam voor de laatste keer vermeld toen Sami een droom had waarin de DiMera’s haar hele familie uitgemoord hadden.